# Panaón
Panaón, es un municipio filipino de quinta categoría, situado al norte de la isla de Mindanao. Forma parte de la provincia de Misamis Occidental situada en la Región Administrativa de Mindanao del Norte en cebuano Amihanang Mindanaw, también denominada Región X. 
Para las elecciones está encuadrado en el Primer Distrito Electoral.

## Barrios
El municipio de Panaón se divide, a los efectos administrativos, en 16 barangayes o barrios, conforme a la siguiente relación:
| - Baga - Bangko - Camanucán - De la Paz | - Lutao - Magsaysay - Map-an - Mohón | - Población - Punta - Salimpuno - San Andrés | - San Juan - San Roque - Sumasap - Villalín |  |

## Historia

### Influencia española
La provincia de Misamis, creada en 1818, formaba parte de la Capitanía General de Filipinas (1520-1898). Estaba dividida en cuatro partidos.
El Partido de Misamis comprendía los fuertes de Misamis y de Iligán además de Luculán e Initao.

### Independencia
El  8 de febrero de  1982 fue creado el municipio de Don Mariano Marcos del que pasan a formar parte los sitios situados en la otra ladera del Rancho de Monte Malindang y el barrio de San Juan. El ayuntamiento se sitúa en el barrio de Tuno.